# Judyta saska
Judyta saska zw. Jutta (duń. Jutta af Sachsen) (zm. po 1250) – królowa Danii.

## Życiorys
Była córką księcia Saksonii Albrechta I i jego żony Agnieszki Austriaczki (1206–1226). O jej życiu wiadomo niewiele. 9 października 1239 wyszła za mąż za ks. Eryka, przyszłego króla Danii Eryka IV. Podczas burzliwego panowania męża zarządzała zamkiem w Skanderborgu i bezpardonowo obchodziła się z pobliskim klasztorem w Øm, konfiskując zboże i inne dobra będące jego własnością. Po śmierci męża wyjechała do Niemiec i tam poślubiła hrabiego Burcharda VIII z Rosenburga. Zmarła w Niemczech, gdzie zapewne została pochowana.

## Potomstwo Judyty i Eryka IV
- Krzysztof (zm. ok. 1250),
- Kanut (zm. ok. 1250),
- Zofia (ok. 1240-1286), późniejsza królowa Szwecji, żona króla Waldemara,
- Ingeborga (ok. 1244-1287), późniejsza królowa Norwegii, żona króla Magnusa VI,
- Agnieszka (1249-ok. 1290),
- Judyta (Jutta; ok. 1246-1284).